# Vallsjösten

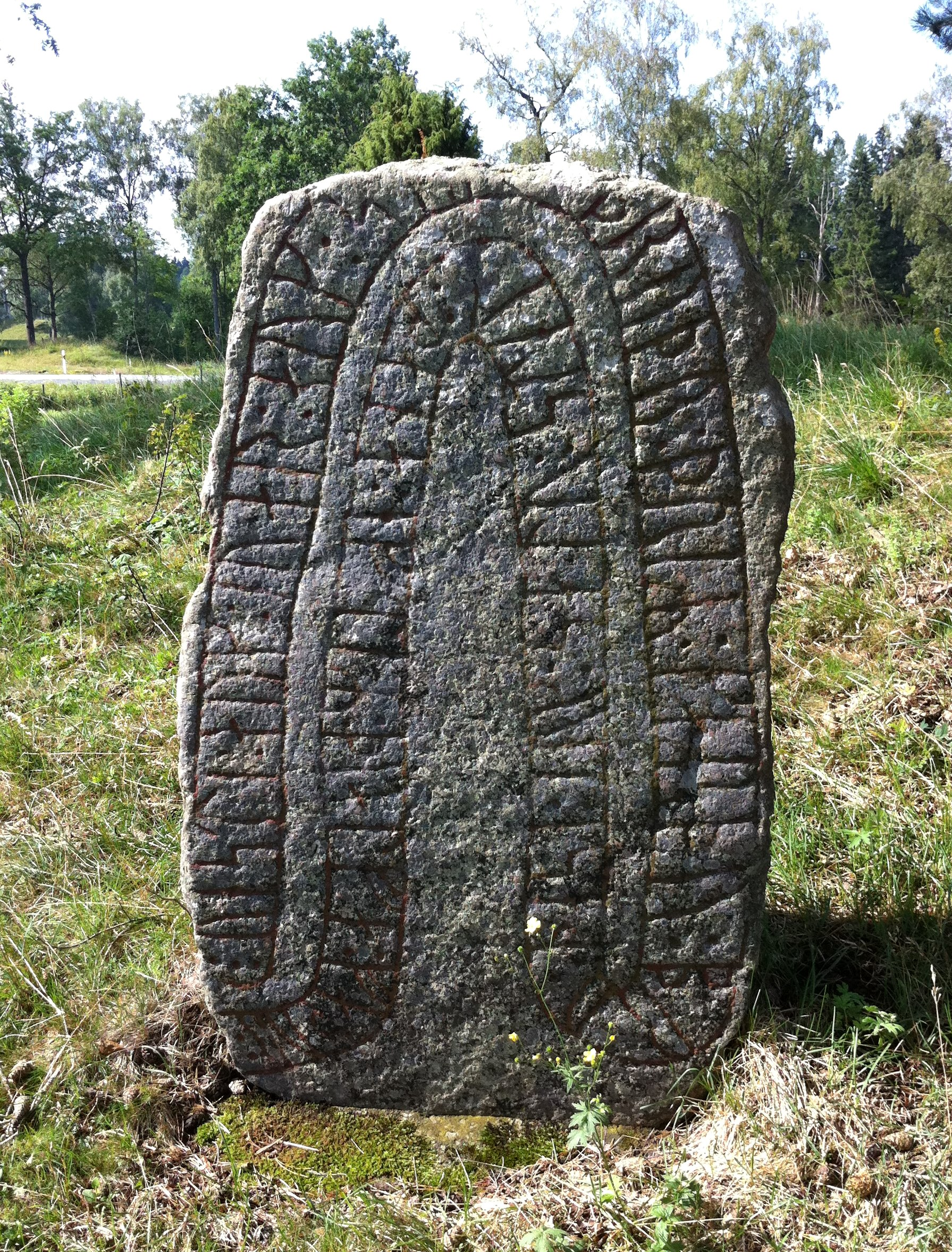
Vallsjöstenen

Der Vallsjösten ist ein Runenstein in der schwedischen Gemeinde Sävsjö.
Der Stein befindet sich auf einer Wiese südlich des Sees Vallsjön in der Nähe von Vallsjö, etwa 200 Meter südwestlich der Alten Kirche von Vallsjö. Der ursprüngliche Standort des Steins lag etwas weiter südlich, 1700 Meter südlich der Kirche, an einer Seilbrücke. Seine Inschrift in vertikalen Runenbändern zeigt das er im älteren Runensteinstil dem RAK-Stil, der ohne Bildanteile auskommt und bei dem die Schriftbänder mit glatten Enden verfasst ist. Die Inschrift des Steins bedeutet, ins Deutsche übertragen: Die Brüder Väste, Ivar und Sylva bauten diese Brücke und errichteten diesen Stein nach ihrem Vater Tjälve.